# 1821 Aconcagua
1821 Aconcagua (1950 MB) là một tiểu hành tinh vành đai chính được phát hiện ngày 24 tháng 6 năm 1950 bởi Itzigsohn, M. ở La Plata.